# Loads of Love
Loads of Love — второй студийный альбом американской певицы Ширли Хорн, выпущенный в марте 1963 года на лейбле Mercury Records. Аранжировщиком выступил Джимми Джонс. В записи альбома принимали известные музыканты, в том числе Джерри Маллиган, Кенни Баррелл, Эл Кон и Хэнк Джонс.

## Отзывы критиков
| Оценки критиков                            | Оценки критиков |
| Источник                                   | Оценка          |
| ------------------------------------------ | --------------- |
| AllMusic                                   | [ 3 ]           |
| Encyclopedia of Popular Music              | [ 4 ]           |
| The Penguin Guide to Jazz                  | [ 5 ]           |
| The Rolling Stone Jazz & Blues Album Guide | [ 6 ]           |

В журнале Billboard отметили, что Хорн — девушка со стилем, завораживающим голосом и манерой исполнения песен, ориентированная как на поп, так и на джаз и должна понравиться многим. Рецензент журнала Cash Box написал: «Ширли Хорн дебютирует на Mercury с этим набором блюзовых композиций. У неё теплый, сочный тембр, который служит ей хорошую службу, когда она исследует эти старые и новые песни в выигрышном вокальном стиле. Это новое предложение должно привлечь к ней множество новых поклонников».

## Список композиций
| №  | Название                                         | Автор(ы)                                    | Длительность |
| -- | ------------------------------------------------ | ------------------------------------------- | ------------ |
| 1. | «Wild Is Love»                                   | Рэймонд Раш, Дороти Уэйн                    | 1:48         |
| 2. | «Loads of Love»                                  | Ричард Роджерс                              | 2:27         |
| 3. | «My Future Just Passed»                          | Джордж Марион, Ричард А. Уайтинг            | 2:44         |
| 4. | «There’s a Boat Dat’s Leavin’ Soon for New York» | Джордж Гершвин, Айра Гершвин, Дюбоз Хэйуорд | 2:45         |
| 5. | «Ten Cents a Dance»                              | Лоренц Харт, Ричард Роджерс                 | 4:27         |
| 6. | «Only the Lonely»                                | Сэмми Кан, Джимми Ван Хьюзен                | 3:09         |

| №                   | Название                 | Автор(ы)                                     | Длительность |
| ------------------- | ------------------------ | -------------------------------------------- | ------------ |
| 1.                  | «The Second Time Around» | Сэмми Кан, Джимми Ван Хьюзен                 | 3:15         |
| 2.                  | «Do It Again»            | Бадди Десильва, Джордж Гершвин               | 2:57         |
| 3.                  | «It’s Love»              | Леонард Бернстайн, Бетти Комден, Адольф Грин | 2:05         |
| 4.                  | «That’s No Joke»         | Джо Бейли                                    | 2:41         |
| 5.                  | «Love for Sale»          | Коул Портер                                  | 3:52         |
| 6.                  | «Who Am I?»              | Джул Стайн, Джордж Браун, Уолтер Буллок      | 2:50         |
| Общая длительность: | Общая длительность:      | Общая длительность:                          | 35:00        |

## Участники записи
- Ширли Хорн — вокал
- Джером Ричардсон[англ.] — флейта, деревянные духовые
- Фрэнк Уэсс[англ.] — флейта, тенор-саксофон
- Эл Кон[англ.] — тенор — саксофон
- Джерри Маллиган — саксофон
- Джо Ньюмен — труба
- Эрни Ройал[англ.] — труба
- Кенни Баррелл[англ.] — гитара
- Хэнк Джонс — фортепиано
- Джимми Джонс[англ.] — фортепиано, аранжировщик, дирижёр
- Милт Хинтон[англ.] — контрабас
- Ози Джонсон[англ.] — барабаны
- Джин Орлофф — скрипка